# Maison Dimitrijević à Subotica
La maison Dimitrijević à Subotica (en serbe : Dimitrijević kuća u Subotici, en serbe en écriture cyrillique : Димитријевић кућа у Суботици) est située à Subotica, dans la province de Voïvodine et dans le district de Bačka septentrionale, en Serbie. Elle est inscrite sur la liste des monuments culturels protégés de la République de Serbie (identifiant no SK 1791).

## Présentation
La maison, dotée d'un rez-de-chaussée et d'un étage, a été construite pour Jovan Dimitrijević en 1881 sur des plans de l'architecte de Subotica Titus Mačković, qui, avec des édifices de style éclectique influencés par le style néo-Renaissance, a donné son unité à toute cette partie du Korzo de Subotica.
La maison a été conçue comme un édifice symétrique avec deux avancées latérales. L'entrée principale est soulignée par deux colonnes reposant sur un socle élevé et soutenant une architrave ; un cordon mouluré et denticulé sépare le rez-de-chaussée de l'étage. L'étage est rythmé par une succession de fenêtres avec des balustrades en pierre et surmontées de frontons alternativement triangulaires et en arc surbaissé. Sous le toit courent une frise avec des motifs floraux et, au-dessus, une série de consoles.